# Guillermo Fernández Hierro
Guillermo Fernández Hierro (Bilbau, 23 de maio de 1993) é um futebolista profissional espanhol que atua como atacante, atualmente defende o Athletic Bilbao.